# إريك لاي
إريك لاي (بالنرويجية البوكمول: Erik Lie)‏ هو اقتصادي نرويجي، ولد في 1 نوفمبر 1968.